# Zrizer
Zrizer (àrab الزريزر) és una comuna rural de la província de Taounate de la regió de Fes-Meknès. Segons el cens de 2014 tenia una població total de 7.922 persones.